# غرم خاني (مقاطعة دلفان)
غرمه خاني (بالفارسية: گرمه خانی) هي قرية تقع في قسم ايتيوند الجنوبي الريفي (مقاطعة دلفان) في إيران. يقدر عدد سكانها بـ 154 نسمة في 30 عائلة حسب تعداد سكاني في عام ال2006 التي قامت فيه الحكومة الإيرانية.